# ケルンテン公国

ケルンテン公国
Herzogtum Kärnten (ドイツ語)
Vojvodina Koroška (スロベニア語)

地図中の3がケルンテン公国

ケルンテン公国 （ドイツ語: Herzogtum Kärnten; スロベニア語: Vojvodina Koroška ヴォイヴォディナ・コロシュカ）は、かつて南部オーストリアと北スロベニアにまたがって存在した公国である。976年から1806年まで神聖ローマ帝国の構成国家であり、その後1918年まではオーストリア＝ハンガリー帝国の皇帝直轄領であった。サン＝ジェルマン条約によって公国の大半がオーストリアのケルンテン州となり、わずかな南東部分（現在のスロベニアのコロシュカ地方の半分と、イェゼルスコ市）は、新設されたユーゴスラビア王国に含まれた。一方で自治体タルフィスの含まれるカナルタール谷（de、イタリア語ではカナーレ谷）はイタリア王国へ割譲された。

## カランタニアと中世の王朝
7世紀、ケルンテンの地はスラヴ系のカランタニア公国の一部、のちに788年から843年までカール大帝の帝国の一部であった。843年、帝国の分割で、ルートヴィヒ2世が治める東フランク王国に属した。889年から976年まで、バイエルンのケルンテン辺境伯領となったが、辺境伯ベルトルトは既に東フランク王ハインリヒ1世によって公の地位を与えられていた。ベルトルトが938年にバイエルン公となると、バイエルンとケルンテンの両公国は一人の公によって支配された。
976年、神聖ローマ皇帝オットー2世は、バイエルン公ハインリヒ2世を退位させた。そして帝国内に第6の公国として、バイエルン公国からケルンテン公国を分割した。新設されたケルンテン公国はハインリヒ3世に授けられた。そしてシュヴァーベン公オットー1世にはバイエルン公国が与えられた。995年、エッペンシュタイン家出身のアダルベロ1世がケルンテン辺境伯に、1012年にはケルンテン公となった。彼は1035年に地位から追われた。1077年、公国はエッペンシュタイン家のリウトルトへ与えられた。しかし、エッペンシュタイン家は1122年のケルンテン公ハインリヒ3世の死で断絶した。当時、公国は相当に領土を減らしていた。現在の上シュタイアーマルク（Obersteiermark オーバーシュタイアーマルク）の大半が、シュタイアーマルク辺境伯オットカール2世の元へ渡っていたのである。ケルンテンにとどまっていた領土は最後のエッペンシュタイン家の公ハインリヒ3世から、彼の養子ハインリヒ4世（シュポンハイム家出身）へ継承された。彼は1122年から翌年に早世するまで治めた。最も傑出したシュポンハイム家の公はベルンハルトである。彼は、文書の中では『当地の第一人者』と実際に記述され、賞された人物であった。シュポンハイム家最後のウルリヒ3世は従兄弟にあたるボヘミア王オタカル2世を後継者に選んだ。シュポンハイム家最後の人物であったザルツブルク大司教フィリップは公になろうと試み、ハプスブルク家のルドルフ1世の支援を得たが、オタカルをうち破ることはなかった。フィリップは1279年に死んだ。

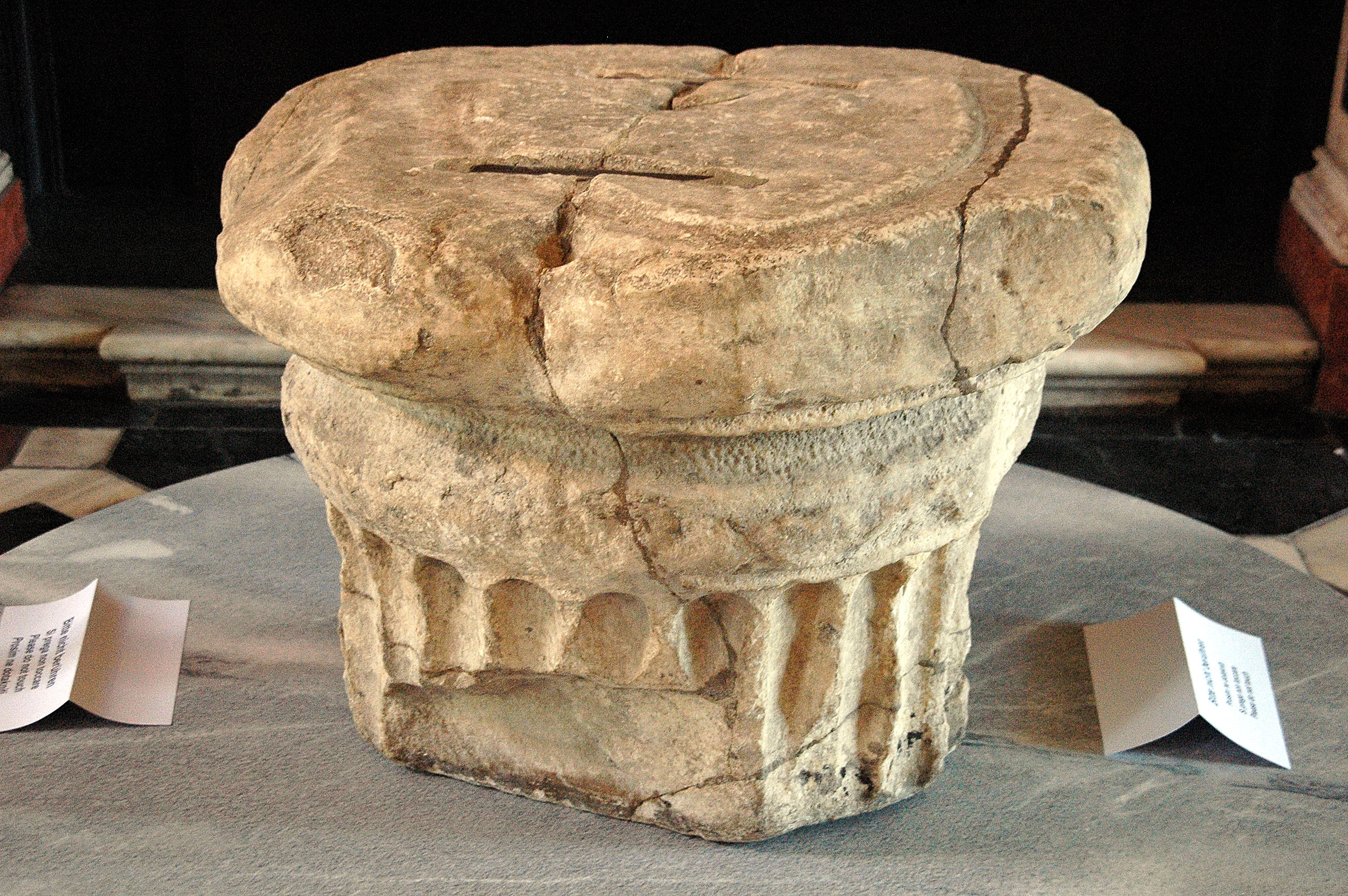
公の石（Knežji kamen）、ケルンテン公の就任において重要な役割を担った

## ハプスブルク家
ルドルフはオタカルを撃退してローマ王に即位すると、ケルンテンをゲルツ伯（ゴリツィア＝チロル伯）マインハルト2世に与えた。1335年にこの家系の最後の男子であるハインリヒ6世が死去すると、皇帝ルートヴィヒ4世は1335年5月2日リンツにて、ケルンテン公領とチロル南部をハプスブルク家に帝国の封土として与えた。この時から1918年まで、ハプスブルク家がケルンテン公国の支配者となった。ハプスブルク家のその他の構成国・地域と同様、ケルンテンは長きにわたって自前の根本的な構造を持つ半ば自治国家であった。ハプスブルク家は、1379年のノイベルク条約の際と、1564年の2度、一族のうちで領土を分割した。そのどちらの時も、ケルンテン公国はインナーエスターライヒ（内オーストリア）の一部となり、シュタイアーマルク公国、クライン公国と合同で治められていた。
女帝マリア・テレジアと皇帝ヨーゼフ2世は、より単一化されたハプスブルク国家を創設しようと試みた。そして1804年、ケルンテン公国はオーストリア帝国へ統合された。1867年、ケルンテンはオーストリア＝ハンガリー帝国の西部チスライタニア（Cisleithen、現在のオーストリアの部分）の皇帝直轄領となった。
数世紀にわたって、ケルンテン南部ではスロベニア語に代わってドイツ語が浸透した。しかし16世紀にケルンテンの諸侯が、ケルンテンをウィンド大公国、すなわちスロベニア人の大公国と呼んでいたという事実から、ケルンテン人が自身の古い、ゲルマン人以前のルーツに気づいていたことがわかる。

## 20世紀
第一次世界大戦の終結とオーストリア＝ハンガリー帝国解体がサン＝ジェルマン条約で決まると、ケルンテン公領カナルタール谷のうち、タルフィスからポンタフェルまでの地域がイタリアへ、メジャ谷、ウンタードラウブルク（のちにスロベニア語名のドラヴォグラードへ改名）周辺のドラヴァ川谷、ゼーラント一帯のスロベニア語地域がセルブ＝クロアート＝スロヴェーン王国（のちのユーゴスラビア王国）へ割譲された。しかしユーゴスラビア王国は、かつてのケルンテン公領のこれらの地域を得ただけでは満足せず、公国の首都クラーゲンフルトを含むカラヴァンケン山地北部の土地も占領した。小協商諸国は2回に分けて住民投票を行うことを決定した。まず、1920年10月10日にケルンテン国民投票が行われ、その運命が決まった。オーストリア帰属賛成という結果により、サン＝ジェルマン条約で既に決められていた国境は変更されなかった。
ケルンテン公国のオーストリアへ帰属した部分は、現在連邦州の一つケルンテン州となっている。イタリアへ割譲した部分は、現在フリウリ＝ヴェネツィア・ジュリア州に属しており、ケルンテン公国の大部分を占めるユーゴスラビア王国へ併合された部分は現在スロベニアのコロシュカ地方を構成している。 

## 歴代のケルンテン公
カッコ内は在任年を示す

### 諸家交代時代
ルイトポルト家
- ハインリヒ1世（976年 - 978年）　バイエルン公（983年 - 985）

ザーリアー家
- オットー1世老公（978年 - 985年）

ルイトポルト家
- ハインリヒ1世（985年 - 989年、再位）

リウドルフィング家
- ハインリヒ2世（989年 - 995年）　バイエルン公（985年 - 995年）
- ハインリヒ3世（995年 - 1002年）　バイエルン公（995年 - 1005年）、ローマ王（1002年 - 1024年）

ザーリアー家
- オットー1世老公（1002年 - 1004年、再位）
- コンラート1世（1004年 - 1011年）

エッペンシュタイン家
- アダルベロ（1011年 - 1035年）

ザーリアー家
- コンラート2世若公（1036年 - 1039年）
- ハインリヒ4世（1039年 - 1047年）　バイエルン公（1026年 - 1041年）、神聖ローマ皇帝（1046年 - 1056年）

古ヴェルフ家
- ヴェルフ3世（1047年 - 1055年）

エッツォ家
- コンラート3世（1056年 - 1061年）

ツェーリンゲン家
- ベルトルト2世（1061年 - 1077年）

エッペンシュタイン家
- リウトルト（1077年 - 1090年）
- ハインリヒ3世（1090年 - 1122年）

### シュポンハイム家
- ハインリヒ4世（1122年 - 1123年）
- エンゲルベルト（1123年 - 1134年）
- ウルリヒ1世（1134年 - 1144年）
- ハインリヒ5世（1144年 - 1161年）
- ヘルマン（1161年 - 1181年）
- ウルリヒ2世（1181年 - 1201年）
- ベルンハルト（1199年から摂政、1202年から1256年まで公）
- ウルリヒ3世（1256年 - 1269年）

プシェミスル家
- オタカル2世（1269年 - 1276年）　ボヘミア王（1253年 - 1278年）

ハプスブルク家
- ルドルフ1世（1276年 - 1286年）　ローマ王（1273年 - 1291年）

### ゲルツ伯家
- マインハルト（1286年 - 1295年）
- ハインリヒ6世（1295年 - 1335年、兄弟と共同統治）　ボヘミア王（1306/1307年 - 1310年）
  - ルートヴィヒ（1295年 - 1305年）
  - オットー3世（1295年 - 1310年）

### ハプスブルク家
- オットー4世 （1335年 - 1339年、兄弟と共同統治）
  - アルブレヒト2世（1335年 - 1358年）
- フリードリヒ3世（1358年 - 1362年、兄弟と共同統治）
  - ルドルフ2世（1358年 - 1365年）
- アルブレヒト3世 (en)  （1365年 - 1395年）

#### レオポルト系
- レオポルト（1379年 - 1386年）
- ヴィルヘルム （1386年 - 1406年）
- エルンスト（1406年 - 1424年）
- フリードリヒ（1424年 - 1493年）

#### 1458年のハプスブルク領統合後
- マクシミリアン1世（1493年 - 1519年）　神聖ローマ皇帝（1508年 - 1519年）
- カール1世（1519年 - 1521年）　神聖ローマ皇帝（1519年 - 1556年）
- フェルディナント1世（1521年 - 1564年）　神聖ローマ皇帝（1558年 - 1564年）

#### ハプスブルク家のインナーエスターライヒ公
- カール2世（1564年 - 1590年）
- フェルディナント2世（1590年 - 1637年）　神聖ローマ皇帝（1619年 - 1637年）

1619年、インナーエスターライヒ公フェルディナント2世が神聖ローマ皇帝に選出された後、ケルンテン公領は再び他のハプスブルク家領と統合された。以後神聖ローマ皇帝がケルンテン公を兼ねた。

## 系図
下記以外は各家のページを参照のこと。

### ゲルツ伯家
|  |  |                              |                              |                              |                              |                              |                              |  |  |                                            |                                            |                                            |                                            | マインハルト3世 ゲルツ伯 チロル伯（4世） 1253-1258 | マインハルト3世 ゲルツ伯 チロル伯（4世） 1253-1258 | マインハルト3世 ゲルツ伯 チロル伯（4世） 1253-1258 | マインハルト3世 ゲルツ伯 チロル伯（4世） 1253-1258 | マインハルト3世 ゲルツ伯 チロル伯（4世） 1253-1258 | マインハルト3世 ゲルツ伯 チロル伯（4世） 1253-1258 |                                               |                                               | アーデルハイト チロル女伯 （チロル伯アルベルト3世娘） | アーデルハイト チロル女伯 （チロル伯アルベルト3世娘） | アーデルハイト チロル女伯 （チロル伯アルベルト3世娘） | アーデルハイト チロル女伯 （チロル伯アルベルト3世娘） | アーデルハイト チロル女伯 （チロル伯アルベルト3世娘） | アーデルハイト チロル女伯 （チロル伯アルベルト3世娘） |              |              |                                |                                |                                |                                |                                |                                |                                |                                |                                |                                |                                              |                                              |                                              |                                              |                                              |                                              |  |  |                                       |                                       |                                       |                                       |                                       |                                       |  |  |                                                    |                                                    |                                                    |                                                    |                                                    |                                                    |  |  |                          |                          |                          |                          |                          |                          |  |  |  |  |  |  |  |  |
|  |  |                              |                              |                              |                              |                              |                              |  |  |                                            |                                            |                                            |                                            | マインハルト3世 ゲルツ伯 チロル伯（4世） 1253-1258 | マインハルト3世 ゲルツ伯 チロル伯（4世） 1253-1258 | マインハルト3世 ゲルツ伯 チロル伯（4世） 1253-1258 | マインハルト3世 ゲルツ伯 チロル伯（4世） 1253-1258 | マインハルト3世 ゲルツ伯 チロル伯（4世） 1253-1258 | マインハルト3世 ゲルツ伯 チロル伯（4世） 1253-1258 |                                               |                                               | アーデルハイト チロル女伯 （チロル伯アルベルト3世娘） | アーデルハイト チロル女伯 （チロル伯アルベルト3世娘） | アーデルハイト チロル女伯 （チロル伯アルベルト3世娘） | アーデルハイト チロル女伯 （チロル伯アルベルト3世娘） | アーデルハイト チロル女伯 （チロル伯アルベルト3世娘） | アーデルハイト チロル女伯 （チロル伯アルベルト3世娘） |              |              |                                |                                |                                |                                |                                |                                |                                |                                |                                |                                |                                              |                                              |                                              |                                              |                                              |                                              |  |  |                                       |                                       |                                       |                                       |                                       |                                       |  |  |                                                    |                                                    |                                                    |                                                    |                                                    |                                                    |  |  |                          |                          |                          |                          |                          |                          |  |  |  |  |  |  |  |  |
|  |  |                              |                              |                              |                              |                              |                              |  |  |                                            |                                            |                                            |                                            |                                                    |                                                    |                                                    |                                                    |                                                    |                                                    |                                               |                                               |                                                       |                                                       |                                                       |                                                       |                                                       |                                                       |              |              |                                |                                |                                |                                |                                |                                |                                |                                |                                |                                |                                              |                                              |                                              |                                              |                                              |                                              |  |  |                                       |                                       |                                       |                                       |                                       |                                       |  |  |                                                    |                                                    |                                                    |                                                    |                                                    |                                                    |  |  |                          |                          |                          |                          |                          |                          |  |  |  |  |  |  |  |  |
|  |  |                              |                              |                              |                              |                              |                              |  |  |                                            |                                            |                                            |                                            |                                                    |                                                    |                                                    |                                                    |                                                    |                                                    |                                               |                                               |                                                       |                                                       |                                                       |                                                       |                                                       |                                                       |              |              |                                |                                |                                |                                |                                |                                |                                |                                |                                |                                |                                              |                                              |                                              |                                              |                                              |                                              |  |  |                                       |                                       |                                       |                                       |                                       |                                       |  |  |                                                    |                                                    |                                                    |                                                    |                                                    |                                                    |  |  |                          |                          |                          |                          |                          |                          |  |  |  |  |  |  |  |  |
|  |  | コンラート4世 神聖ローマ皇帝 | コンラート4世 神聖ローマ皇帝 | コンラート4世 神聖ローマ皇帝 | コンラート4世 神聖ローマ皇帝 | コンラート4世 神聖ローマ皇帝 | コンラート4世 神聖ローマ皇帝 |  |  | エリーザベト （バイエルン公オットー2世娘） | エリーザベト （バイエルン公オットー2世娘） | エリーザベト （バイエルン公オットー2世娘） | エリーザベト （バイエルン公オットー2世娘） | エリーザベト （バイエルン公オットー2世娘）         | エリーザベト （バイエルン公オットー2世娘）         |                                                    |                                                    | マインハルト（4世） チロル伯（5世） 1271-1295      | マインハルト（4世） チロル伯（5世） 1271-1295      | マインハルト（4世） チロル伯（5世） 1271-1295 | マインハルト（4世） チロル伯（5世） 1271-1295 | マインハルト（4世） チロル伯（5世） 1271-1295         | マインハルト（4世） チロル伯（5世） 1271-1295         |                                                       |                                                       |                                                       |                                                       |              |              |                                |                                |                                |                                |                                |                                |                                |                                |                                |                                |                                              |                                              |                                              |                                              |                                              |                                              |  |  |                                       |                                       |                                       |                                       |                                       |                                       |  |  |                                                    |                                                    |                                                    |                                                    |                                                    |                                                    |  |  | アルブレヒト1世 ゲルツ伯 | アルブレヒト1世 ゲルツ伯 | アルブレヒト1世 ゲルツ伯 | アルブレヒト1世 ゲルツ伯 | アルブレヒト1世 ゲルツ伯 | アルブレヒト1世 ゲルツ伯 |  |  |  |  |  |  |  |  |
|  |  | コンラート4世 神聖ローマ皇帝 | コンラート4世 神聖ローマ皇帝 | コンラート4世 神聖ローマ皇帝 | コンラート4世 神聖ローマ皇帝 | コンラート4世 神聖ローマ皇帝 | コンラート4世 神聖ローマ皇帝 |  |  | エリーザベト （バイエルン公オットー2世娘） | エリーザベト （バイエルン公オットー2世娘） | エリーザベト （バイエルン公オットー2世娘） | エリーザベト （バイエルン公オットー2世娘） | エリーザベト （バイエルン公オットー2世娘）         | エリーザベト （バイエルン公オットー2世娘）         |                                                    |                                                    | マインハルト（4世） チロル伯（5世） 1271-1295      | マインハルト（4世） チロル伯（5世） 1271-1295      | マインハルト（4世） チロル伯（5世） 1271-1295 | マインハルト（4世） チロル伯（5世） 1271-1295 | マインハルト（4世） チロル伯（5世） 1271-1295         | マインハルト（4世） チロル伯（5世） 1271-1295         |                                                       |                                                       |                                                       |                                                       |              |              |                                |                                |                                |                                |                                |                                |                                |                                |                                |                                |                                              |                                              |                                              |                                              |                                              |                                              |  |  |                                       |                                       |                                       |                                       |                                       |                                       |  |  |                                                    |                                                    |                                                    |                                                    |                                                    |                                                    |  |  | アルブレヒト1世 ゲルツ伯 | アルブレヒト1世 ゲルツ伯 | アルブレヒト1世 ゲルツ伯 | アルブレヒト1世 ゲルツ伯 | アルブレヒト1世 ゲルツ伯 | アルブレヒト1世 ゲルツ伯 |  |  |  |  |  |  |  |  |
|  |  |                              |                              |                              |                              |                              |                              |  |  |                                            |                                            |                                            |                                            |                                                    |                                                    |                                                    |                                                    |                                                    |                                                    |                                               |                                               |                                                       |                                                       |                                                       |                                                       |                                                       |                                                       |              |              |                                |                                |                                |                                |                                |                                |                                |                                |                                |                                |                                              |                                              |                                              |                                              |                                              |                                              |  |  |                                       |                                       |                                       |                                       |                                       |                                       |  |  |                                                    |                                                    |                                                    |                                                    |                                                    |                                                    |  |  |                          |                          |                          |                          |                          |                          |  |  |  |  |  |  |  |  |
|  |  |                              |                              |                              |                              |                              |                              |  |  |                                            |                                            |                                            |                                            |                                                    |                                                    |                                                    |                                                    |                                                    |                                                    |                                               |                                               |                                                       |                                                       |                                                       |                                                       |                                                       |                                                       |              |              |                                |                                |                                |                                |                                |                                |                                |                                |                                |                                |                                              |                                              |                                              |                                              |                                              |                                              |  |  |                                       |                                       |                                       |                                       |                                       |                                       |  |  |                                                    |                                                    |                                                    |                                                    |                                                    |                                                    |  |  |                          |                          |                          |                          |                          |                          |  |  |  |  |  |  |  |  |
|  |  | アルブレヒト                 | アルブレヒト                 | アルブレヒト                 | アルブレヒト                 | アルブレヒト                 | アルブレヒト                 |  |  | ルートヴィヒ                               | ルートヴィヒ                               | ルートヴィヒ                               | ルートヴィヒ                               | ルートヴィヒ                                       | ルートヴィヒ                                       |                                                    |                                                    | オットー3世                                        | オットー3世                                        | オットー3世                                   | オットー3世                                   | オットー3世                                           | オットー3世                                           |                                                       |                                                       | エリーザベト                                          | エリーザベト                                          | エリーザベト | エリーザベト | エリーザベト                   | エリーザベト                   |                                |                                | アルブレヒト1世 神聖ローマ皇帝 | アルブレヒト1世 神聖ローマ皇帝 | アルブレヒト1世 神聖ローマ皇帝 | アルブレヒト1世 神聖ローマ皇帝 | アルブレヒト1世 神聖ローマ皇帝 | アルブレヒト1世 神聖ローマ皇帝 |                                              |                                              |                                              |                                              |                                              |                                              |  |  | ハインリヒ6世 ボヘミア王              | ハインリヒ6世 ボヘミア王              | ハインリヒ6世 ボヘミア王              | ハインリヒ6世 ボヘミア王              | ハインリヒ6世 ボヘミア王              | ハインリヒ6世 ボヘミア王              |  |  | アンナ （ボヘミア・ポーランド王ヴァーツラフ2世娘） | アンナ （ボヘミア・ポーランド王ヴァーツラフ2世娘） | アンナ （ボヘミア・ポーランド王ヴァーツラフ2世娘） | アンナ （ボヘミア・ポーランド王ヴァーツラフ2世娘） | アンナ （ボヘミア・ポーランド王ヴァーツラフ2世娘） | アンナ （ボヘミア・ポーランド王ヴァーツラフ2世娘） |  |  |                          |                          |                          |                          |                          |                          |  |  |  |  |  |  |  |  |
|  |  | アルブレヒト                 | アルブレヒト                 | アルブレヒト                 | アルブレヒト                 | アルブレヒト                 | アルブレヒト                 |  |  | ルートヴィヒ                               | ルートヴィヒ                               | ルートヴィヒ                               | ルートヴィヒ                               | ルートヴィヒ                                       | ルートヴィヒ                                       |                                                    |                                                    | オットー3世                                        | オットー3世                                        | オットー3世                                   | オットー3世                                   | オットー3世                                           | オットー3世                                           |                                                       |                                                       | エリーザベト                                          | エリーザベト                                          | エリーザベト | エリーザベト | エリーザベト                   | エリーザベト                   |                                |                                | アルブレヒト1世 神聖ローマ皇帝 | アルブレヒト1世 神聖ローマ皇帝 | アルブレヒト1世 神聖ローマ皇帝 | アルブレヒト1世 神聖ローマ皇帝 | アルブレヒト1世 神聖ローマ皇帝 | アルブレヒト1世 神聖ローマ皇帝 |                                              |                                              |                                              |                                              |                                              |                                              |  |  | ハインリヒ6世 ボヘミア王              | ハインリヒ6世 ボヘミア王              | ハインリヒ6世 ボヘミア王              | ハインリヒ6世 ボヘミア王              | ハインリヒ6世 ボヘミア王              | ハインリヒ6世 ボヘミア王              |  |  | アンナ （ボヘミア・ポーランド王ヴァーツラフ2世娘） | アンナ （ボヘミア・ポーランド王ヴァーツラフ2世娘） | アンナ （ボヘミア・ポーランド王ヴァーツラフ2世娘） | アンナ （ボヘミア・ポーランド王ヴァーツラフ2世娘） | アンナ （ボヘミア・ポーランド王ヴァーツラフ2世娘） | アンナ （ボヘミア・ポーランド王ヴァーツラフ2世娘） |  |  |                          |                          |                          |                          |                          |                          |  |  |  |  |  |  |  |  |
|  |  |                              |                              |                              |                              |                              |                              |  |  |                                            |                                            |                                            |                                            |                                                    |                                                    |                                                    |                                                    |                                                    |                                                    |                                               |                                               |                                                       |                                                       |                                                       |                                                       |                                                       |                                                       |              |              |                                |                                |                                |                                |                                |                                |                                |                                |                                |                                |                                              |                                              |                                              |                                              |                                              |                                              |  |  |                                       |                                       |                                       |                                       |                                       |                                       |  |  |                                                    |                                                    |                                                    |                                                    |                                                    |                                                    |  |  |                          |                          |                          |                          |                          |                          |  |  |  |  |  |  |  |  |
|  |  |                              |                              |                              |                              |                              |                              |  |  |                                            |                                            |                                            |                                            |                                                    |                                                    |                                                    |                                                    |                                                    |                                                    |                                               |                                               |                                                       |                                                       |                                                       |                                                       |                                                       |                                                       |              |              |                                |                                |                                |                                |                                |                                |                                |                                |                                |                                |                                              |                                              |                                              |                                              |                                              |                                              |  |  |                                       |                                       |                                       |                                       |                                       |                                       |  |  |                                                    |                                                    |                                                    |                                                    |                                                    |                                                    |  |  |                          |                          |                          |                          |                          |                          |  |  |  |  |  |  |  |  |
|  |  |                              |                              |                              |                              |                              |                              |  |  |                                            |                                            |                                            |                                            | アンナ ＝ライン宮中伯ルドルフ2世                   | アンナ ＝ライン宮中伯ルドルフ2世                   | アンナ ＝ライン宮中伯ルドルフ2世                   | アンナ ＝ライン宮中伯ルドルフ2世                   | アンナ ＝ライン宮中伯ルドルフ2世                   | アンナ ＝ライン宮中伯ルドルフ2世                   |                                               |                                               | エリーザベト ＝シチリア王ピエトロ2世                  | エリーザベト ＝シチリア王ピエトロ2世                  | エリーザベト ＝シチリア王ピエトロ2世                  | エリーザベト ＝シチリア王ピエトロ2世                  | エリーザベト ＝シチリア王ピエトロ2世                  | エリーザベト ＝シチリア王ピエトロ2世                  |              |              | アルブレヒト2世 オーストリア公 | アルブレヒト2世 オーストリア公 | アルブレヒト2世 オーストリア公 | アルブレヒト2世 オーストリア公 | アルブレヒト2世 オーストリア公 | アルブレヒト2世 オーストリア公 |                                |                                |                                |                                | ヨハン・ハインリヒ モラヴィア辺境伯 チロル伯 | ヨハン・ハインリヒ モラヴィア辺境伯 チロル伯 | ヨハン・ハインリヒ モラヴィア辺境伯 チロル伯 | ヨハン・ハインリヒ モラヴィア辺境伯 チロル伯 | ヨハン・ハインリヒ モラヴィア辺境伯 チロル伯 | ヨハン・ハインリヒ モラヴィア辺境伯 チロル伯 |  |  | マルガレーテ チロル女伯 1335-1363     | マルガレーテ チロル女伯 1335-1363     | マルガレーテ チロル女伯 1335-1363     | マルガレーテ チロル女伯 1335-1363     | マルガレーテ チロル女伯 1335-1363     | マルガレーテ チロル女伯 1335-1363     |  |  | ルートヴィヒ5世 バイエルン公                       | ルートヴィヒ5世 バイエルン公                       | ルートヴィヒ5世 バイエルン公                       | ルートヴィヒ5世 バイエルン公                       | ルートヴィヒ5世 バイエルン公                       | ルートヴィヒ5世 バイエルン公                       |  |  |                          |                          |                          |                          |                          |                          |  |  |  |  |  |  |  |  |
|  |  |                              |                              |                              |                              |                              |                              |  |  |                                            |                                            |                                            |                                            | アンナ ＝ライン宮中伯ルドルフ2世                   | アンナ ＝ライン宮中伯ルドルフ2世                   | アンナ ＝ライン宮中伯ルドルフ2世                   | アンナ ＝ライン宮中伯ルドルフ2世                   | アンナ ＝ライン宮中伯ルドルフ2世                   | アンナ ＝ライン宮中伯ルドルフ2世                   |                                               |                                               | エリーザベト ＝シチリア王ピエトロ2世                  | エリーザベト ＝シチリア王ピエトロ2世                  | エリーザベト ＝シチリア王ピエトロ2世                  | エリーザベト ＝シチリア王ピエトロ2世                  | エリーザベト ＝シチリア王ピエトロ2世                  | エリーザベト ＝シチリア王ピエトロ2世                  |              |              | アルブレヒト2世 オーストリア公 | アルブレヒト2世 オーストリア公 | アルブレヒト2世 オーストリア公 | アルブレヒト2世 オーストリア公 | アルブレヒト2世 オーストリア公 | アルブレヒト2世 オーストリア公 |                                |                                |                                |                                | ヨハン・ハインリヒ モラヴィア辺境伯 チロル伯 | ヨハン・ハインリヒ モラヴィア辺境伯 チロル伯 | ヨハン・ハインリヒ モラヴィア辺境伯 チロル伯 | ヨハン・ハインリヒ モラヴィア辺境伯 チロル伯 | ヨハン・ハインリヒ モラヴィア辺境伯 チロル伯 | ヨハン・ハインリヒ モラヴィア辺境伯 チロル伯 |  |  | マルガレーテ チロル女伯 1335-1363     | マルガレーテ チロル女伯 1335-1363     | マルガレーテ チロル女伯 1335-1363     | マルガレーテ チロル女伯 1335-1363     | マルガレーテ チロル女伯 1335-1363     | マルガレーテ チロル女伯 1335-1363     |  |  | ルートヴィヒ5世 バイエルン公                       | ルートヴィヒ5世 バイエルン公                       | ルートヴィヒ5世 バイエルン公                       | ルートヴィヒ5世 バイエルン公                       | ルートヴィヒ5世 バイエルン公                       | ルートヴィヒ5世 バイエルン公                       |  |  |                          |                          |                          |                          |                          |                          |  |  |  |  |  |  |  |  |
|  |  |                              |                              |                              |                              |                              |                              |  |  |                                            |                                            |                                            |                                            |                                                    |                                                    |                                                    |                                                    |                                                    |                                                    |                                               |                                               |                                                       |                                                       |                                                       |                                                       |                                                       |                                                       |              |              |                                |                                |                                |                                |                                |                                |                                |                                |                                |                                |                                              |                                              |                                              |                                              |                                              |                                              |  |  |                                       |                                       |                                       |                                       |                                       |                                       |  |  |                                                    |                                                    |                                                    |                                                    |                                                    |                                                    |  |  |                          |                          |                          |                          |                          |                          |  |  |  |  |  |  |  |  |
|  |  |                              |                              |                              |                              |                              |                              |  |  |                                            |                                            |                                            |                                            |                                                    |                                                    |                                                    |                                                    |                                                    |                                                    |                                               |                                               |                                                       |                                                       |                                                       |                                                       |                                                       |                                                       |              |              |                                |                                |                                |                                |                                |                                |                                |                                |                                |                                |                                              |                                              |                                              |                                              |                                              |                                              |  |  |                                       |                                       |                                       |                                       |                                       |                                       |  |  |                                                    |                                                    |                                                    |                                                    |                                                    |                                                    |  |  |                          |                          |                          |                          |                          |                          |  |  |  |  |  |  |  |  |
|  |  |                              |                              |                              |                              |                              |                              |  |  |                                            |                                            |                                            |                                            |                                                    |                                                    |                                                    |                                                    |                                                    |                                                    |                                               |                                               | レオポルト3世 オーストリア公                          | レオポルト3世 オーストリア公                          | レオポルト3世 オーストリア公                          | レオポルト3世 オーストリア公                          | レオポルト3世 オーストリア公                          | レオポルト3世 オーストリア公                          |              |              | マルガレーテ                   | マルガレーテ                   | マルガレーテ                   | マルガレーテ                   | マルガレーテ                   | マルガレーテ                   |                                |                                |                                |                                |                                              |                                              |                                              |                                              |                                              |                                              |  |  | マインハルト3世 バイエルン公 チロル伯 | マインハルト3世 バイエルン公 チロル伯 | マインハルト3世 バイエルン公 チロル伯 | マインハルト3世 バイエルン公 チロル伯 | マインハルト3世 バイエルン公 チロル伯 | マインハルト3世 バイエルン公 チロル伯 |  |  | ヘルマン                                           | ヘルマン                                           | ヘルマン                                           | ヘルマン                                           | ヘルマン                                           | ヘルマン                                           |  |  |                          |                          |                          |                          |                          |                          |  |  |  |  |  |  |  |  |
|  |  |                              |                              |                              |                              |                              |                              |  |  |                                            |                                            |                                            |                                            |                                                    |                                                    |                                                    |                                                    |                                                    |                                                    |                                               |                                               | レオポルト3世 オーストリア公                          | レオポルト3世 オーストリア公                          | レオポルト3世 オーストリア公                          | レオポルト3世 オーストリア公                          | レオポルト3世 オーストリア公                          | レオポルト3世 オーストリア公                          |              |              | マルガレーテ                   | マルガレーテ                   | マルガレーテ                   | マルガレーテ                   | マルガレーテ                   | マルガレーテ                   |                                |                                |                                |                                |                                              |                                              |                                              |                                              |                                              |                                              |  |  | マインハルト3世 バイエルン公 チロル伯 | マインハルト3世 バイエルン公 チロル伯 | マインハルト3世 バイエルン公 チロル伯 | マインハルト3世 バイエルン公 チロル伯 | マインハルト3世 バイエルン公 チロル伯 | マインハルト3世 バイエルン公 チロル伯 |  |  | ヘルマン                                           | ヘルマン                                           | ヘルマン                                           | ヘルマン                                           | ヘルマン                                           | ヘルマン                                           |  |  |                          |                          |                          |                          |                          |                          |  |  |  |  |  |  |  |  |